# Ultrareialista
Els ultrareialistes francesos, en francès: ultraroyalistes o simplement ultras, formaven la força política preponderant durant la Restauració francesa (1814-1830). La seva influència va disminuir durant la Monarquia de Juliol (1830-1848), però va subsistir fins a 1879. Proposaven tornar a l'Ancien Régime, reforçar la noblesa, i un poder autoritari del rei.
S'oposaven a les idees liberals, republicanes i demòcrates. Els ultras eren fins i tot més extremistes que Louis XVIII quan es va restablir al monarquia. Els ultras es van presentar com a més reialistes que el mateix rei («plus royalistes que le roi»). Per això l'arribada al poder de Carles X de França el 1824 va satisfer aquest corrent polític.

## Principals ultrareialistes
- Charles X de France
- Jules de Polignac
- Armand-Emmanuel du Plessis de Richelieu
- Joseph de Villèle
- Sosthènes de La Rochefoucauld

## Context
Els ultrareialistes aparegueren dins un context de rebuig de les idees revolucionàries sorgides de la Revolució francesa de 1789, en els darrers anys del període napoleònic eren un moviment important d'oposició a la Carta de 1814. Dos representants d'aquest corrent aleshores eren el comte Joseph de Maistre i el vescomte Louis de Bonald.
Els ultrareialistes desitjaven restaurar la monarquia absoluta. Ferdinand de Bertier de Sauvigny va decidir fundar l'Ordre (il·legal) dels Chevaliers de la Foi l'any 1810, fins i tot Chateaubriand en va prendre part.
Els ultrareialistes fins i tot, en algunes ciutats, van aclamar les tropes aliades que van ocupar França i restaurar la monarquia amb Louis XVIII però el realisme polític d'aquest rei va intentar trobar una via política intermèdia, va perdonar els antics bonapartistes i fer una carta constitucional que feia el règim monàrquic molt més liberal que el règim imperial.
En les eleccions legislatives de 1815 els ultrareialistes van obtenir 350 escons d'un total de 389. Louis XVIII considerava que aquesta composició de la Cambra no era representativa de l'opinió francesa.
Els caps dels ultrareialistes eren Joseph de Villèle, Louis de Bonald, La Bourdonnaye i Jacques-Joseph Corbière.
El rei nomenà cap del govern al moderat duc de Richelieu però aquest va legalitzar, sota la pressió de la Cambra, el Terror blanc de 1815. El rei decidí dissoldre la Cambra el 5 de setembre de 1816.
La nova Cambra estava composta per homes favorables a la Carta, Richelieu va ser substituït per Decazes el qual tenia la confiança del rei, però l'assassinat del duc de Berry, que era un ultrareialista, va provocar la dimissió de Decazes i l'arribada de l'ultrareialista Villèle el 1821. Amb això la influència dels ultras va arribar al zenit. El març de 1820 s'havia restablert la censura.
En les eleccions de 1824 només van ser elegits 9 liberals sobre 430 diputats en total 
El gener de 1828, Joseph de Villéle es veu forçat a dimitir per ja no dispsar de la majoria absoluta, en les eleccions hvien sortit 75 liberals i 75 ultras extremistes.
Jules de Polignac, que era un ultra, arriba a ser cap del govern, però el rei Carles X dissol la Cambra el 16 de maig de 1830 i la torna a dissoldre després de les noves eleccions. Adolphe Thiers ho considera un atemptat contra els drets polítics i crida a la insurrecció. El 28 de juliol de 1830 es munten barricades a París i la revolució té èxit. El 31 de juliol Carles X nomena com successor al duc d'Orleans, que serà el rei, Louis-Philippe I, el 9 d'agost de 1830.